# Саль-д’Арманьяк
Саль-д’Арманья́к (фр. Salles-d'Armagnac) — коммуна во Франции, находится в регионе Юг — Пиренеи. Департамент — Жер. Входит в состав кантона Ногаро. Округ коммуны — Кондом.
Код INSEE коммуны — 32408.

## География

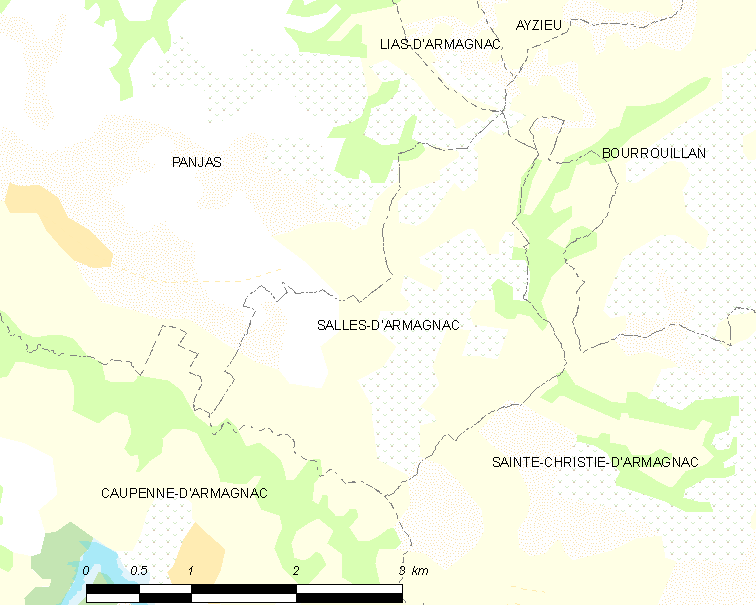
Карта коммуны

Коммуна расположена приблизительно в 590 км к югу от Парижа, в 125 км западнее Тулузы, в 55 км к западу от Оша.
На юго-западе коммуны протекает река Миду.

## Климат
Климат умеренно-океанический. Лето жаркое и немного дождливое, температура часто превышает 35 °С. Зимой часто бывает отрицательная температура и ночные заморозки. Годовое количество осадков — 700—900 мм.

## Население
Население коммуны на 2010 год составляло 118 человек.
| 1962 | 1968 | 1975 | 1982 | 1990 | 1999 | 2010 |
| ---- | ---- | ---- | ---- | ---- | ---- | ---- |
| 149  | 114  | 116  | 101  | 111  | 105  | 118  |

## Администрация
| Период | Период | Фамилия      | Партия | Примечания |
| ------ | ------ | ------------ | ------ | ---------- |
| 2001   | 2008   | Даниэль Фаже |        |            |
| 2008   | 2020   | Бенуа Эбер   |        |            |

## Экономика
В 2010 году среди 79 человек трудоспособного возраста (15-64 лет) 56 были экономически активными, 23 — неактивными (показатель активности — 70,9 %, в 1999 году было 72,9 %). Из 56 активных жителей работали 51 человек (27 мужчин и 24 женщины), безработных было 5 (3 мужчин и 2 женщины). Среди 23 неактивных 5 человек были учениками или студентами, 13 — пенсионерами, 5 были неактивными по другим причинам.

## Достопримечательности
- Церковь XII века